# Eberhard Noodt
Eberhard Noodt (* 16. September 1922 in Fürstenwalde/Spree; † 27. Oktober 2005) war ein deutscher Marineoffizier. Am Ende seiner Dienstzeit diente er im Dienstgrad eines Konteradmirals als Chef des Stabes des NATO-Kommandos Nordeuropa (Allied Forces Northern Europe).

## Leben
Noodt trat im Dezember 1939 kurz nach Beginn des Zweiten Weltkriegs als Offizieranwärter in die Kriegsmarine ein und wurde zum Wachoffizier auf Torpedobooten ausgebildet. Er diente auf Booten der 1. und der 2. Torpedobootsflottille und nach weiterer Ausbildung als Torpedooffizier auf dem Leichten Kreuzer Köln. Außerdem versah Noodt mehrere Stabstätigkeiten als Adjutant und als Flaggleutnant bei der 2. Torpedobootsflottille, beim Führer der Zerstörer und beim Kommandanten des Kreuzers Köln. Nach dessen Außerdienststellung im April 1945 wurde er Kompanieführer einer neu aufgestellten Marine-Panzerjagdeinheit.
Nach dem Krieg diente Noodt auf Minensuchbooten des Deutschen Minenräumdiensts, zuletzt bis Ende 1947 als Kommandant des Räumboots R 140. Anschließend begann er ein Medizinstudium an der Christian-Albrechts-Universität zu Kiel, wechselte jedoch später zur Ozeanographie. Nach dessen Abschluss wurde er Assistent am Institut für Meereskunde, wo er zum Dr. rer. nat. promoviert wurde.
Am 1. März 1957 trat Noodt als Kapitänleutnant in die Bundesmarine ein. Nach anfänglicher Verwendung als Militärgeologe im Wehrbereichskommando I wechselte er zum Kommando der Schnellboote, wo er nach kurzer Einweisung als Wachoffizier am 1. Juni 1959 Kommandant des Schnellboots Silbermöwe und anschließend des Schnellboots Wolf wurde. Später wurde er S3-Stabsoffizier und stellvertretender Kommandeur des 3. Schnellbootgeschwaders. Zwischenzeitlich diente er im Stab der Schnellbootflottille und im Flottenkommando. Von April 1964 bis Februar 1965 leitete er als Korvettenkapitän das Indienststellungskommando für die Fregatte Braunschweig und führte, zum Fregattenkapitän befördert, das Schiff als erster Kommandant.
Danach war Noodt bis 1968 Referent im Führungsstab der Streitkräfte. Von dort wurde er als Kapitän zur See in das NATO-Kommando Ostseezugänge (Allied Command Baltic Approaches) in Dänemark versetzt. Außerdem diente er als Lehrgruppen- und Abteilungskommandeur an der Führungsakademie der Bundeswehr in Hamburg und als stellvertretender Kommandant des NATO Defense Colleges in Rom. Von 1977 bis zu seiner Pensionierung am 30. September 1982 war er als Konteradmiral Chef des Stabes beim NATO-Kommando Allied Forces Northern Europe in Kolsås bei Oslo.
Er unterzeichnete 1987 mit 56 weiteren Personen eine Anzeige der deutschen Kleinpartei Patrioten für Deutschland.
Eberhard Noodt war verheiratet und hatte zwei Töchter und zwei Söhne.